# Sepuluh
Sepuluh is een bestuurslaag in het regentschap Bangkalan van de provincie Oost-Java, Indonesië. Sepuluh telt 5254 inwoners (volkstelling 2010).